# Bruno Tassini
Bruno Tassini (Verona, 21 febbraio 1909 – Negrar, 25 aprile 1989) è stato un arbitro di calcio italiano.

## Carriera
Ha ottenuto la tessera di arbitro nel 1928 iscrivendosi al Gruppo Arbitri Veronesi. 
Dopo la trafila nei campionati regionali veneti, esordisce nel 1936 in alla Serie C.

Esordisce in Serie B all'inizio della stagione 1939-1940 dirigendo il 15 ottobre 1939 la partita Vigevano-Catania (1-1).
Durante il periodo bellico dirige diverse partite di Serie B. Dopo l'8 settembre resta a disposizione del Direttorio III Zona (Veneto) che lo utilizza per le gare di qualificazione della Divisione Nazionale dirigendo subito alla 1ª giornata del 2 gennaio 1944 la partita Legnago-Treviso (1-4).
Entrato nei ruoli arbitrali della Lega Nazionale Alta Italia, dirige soltanto 5 partite della Divisione Nazionale iniziando da L.R. Vicenza-Milan (2-2) del 28 ottobre 1945.
Dirige a Milano la sua prima partita di Serie A il 28 settembre 1946 all'Arena Civica in Inter-Atalanta (0-1).
L'arbitro Tassini fu protagonista negativo di uno spiacevole episodio accaduto a Legnano durante la partita di Serie A Legnano-Bologna del 3 febbraio 1952. Il campo comunale di via Pisacane era stato spalato a causa di una abbondante nevicata, ma durante la partita la caduta della neve non si era arrestata. A pochi minuti dalla fine della partita Tassini decretò un calcio di rigore a favore del Bologna. Dagli spalti, ad un certo punto, arrivarono tante palle di neve che la Gazzetta dello Sport scrisse che "il lancio delle palle di neve oscurò il cielo". Tassini sospese la partita e si rifugiò negli spogliatoi dopo essere stato colpito dalle palle di neve lanciate dai sostenitori del Legnano e poi all'ingresso negli spogliatoi da un venditore di bibite. Non contenti di quanto avvenuto sul campo i sostenitori del Legnano raggiunsero l'arbitro alla stazione ferroviaria e lo pestarono con inaudita violenza. Perse durante l'aggressione otto denti. Il suo rapporto alla Lega Nazionale causò al Legnano la perdita della partita per 2-0 a tavolino per responsabilità oggettiva e campo lilla squalificato fino al 31 dicembre 1952, pena poi ridotta a fine stagione 1951-1952.
Nella massima serie ha diretto complessivamente 94 partite in sette stagioni, di cui l'ultima a Roma il 15 marzo 1953 nella partita Roma-Atalanta (0-2).